# Àrea de Lliure Comerç d'Amèrica del Nord
L'Àrea de Lliure Comerç d'Amèrica del Nord fou un bloc comercial integrat pel Canadà, els Estats Units i Mèxic segons les estipulacions del Tractat de Lliure Comerç d'Amèrica del Nord (TLCAN), del Tractat Nord-americà per a la Cooperació Ambiental i del Tractat Nord-americà per a la Cooperació Laboral. Tots tres tractats estableixen una àrea de lliure comerç així com estàndards ambientals i laborals per a tots tres països. Els tractats van entrar en vigor l'1 de gener de 1994 formant l'àrea comercial més gran del món segons la suma del Producte interior brut dels països membres i foren substituïts per l'Acord Estats Units-Mèxic-Canadà que va entrar en vigor l'1 de juliol de 2020.

## Concepte
El Tractat de Lliure Comerç d'Amèrica del Nord (TLCAN) va ser un tractat pioner en molts aspectes: va ser el primer entre països desenvolupats i un país en vies de desenvolupament o emergent. A més a més, l'Àrea de Lliure Comerç de l'Amèrica del Nord creada pel TLCAN, és la més gran del món quant al Producte interior brut (PIB) i el segon més gran quant al volum del comerç, després de la Unió Europea. Finalment, el TLCAN, a diferència d'altres tractats de lliure comerç, va liberalitzar un gran nombre de sectors, va introduir un mecanisme per a la resolució de disputes, i va ser complementat amb tractats ambiental i laboral addicionals.

### Els Tractats
El Tractat de Lliure Comerç d'Amèrica del Nord (TLCAN) elimina gradualment totes les tarifes i impostos a la circulació de productes entre tots tres països, així com les restriccions a les inversions, i protegeix alhora els drets intel·lectuals (en patents i copyrights). Els seus objectius explícits són:
- eliminar els obstacles al comerç i facilitar la circulació de béns i serveis a les fronteres dels països,
- promoure condicions de competència lleial,
- augmentar considerablement les oportunitats d'inversió,
- protegir i fer valer de manera adequada i efectiva els drets de propietat intel·lectual,
- crear procediments per al compliment del tractat, la seva gestió i per a la solució de controvèrsies, i
- establir directrius per a la ulterior cooperació trilateral, regional i multilateral per ampliar i millorar els beneficis atorgats pel tractat.

El TLCAN crea una àrea de lliure comerç però no pas una unió duanera; és a dir, cada país conserva el dret d'aplicar els aranzels que cregui convenients a la importació de béns que provenen d'un estat no membre. De fet, els estats membres conserven el dret de negociar tractats de lliure comerç amb altres estats. En no crear una unió duanera, els béns que circulen entre els tres països, tot i no pagar impostos, són subjectes de revisió per determinar el seu origen. Per això, el tractat crea "regles d'origen", dissenyades per a assegurar que els avantatges del TLCAN només s'atorguin als béns produïts a l'Amèrica del Nord i no als béns que s'elaborin totalment o majoritàriament a altres països.
Tot i que el TLCAN no és una unió duanera ni comunitària, a més de ser un tractat molt extens en comparació amb la resta dels tractats de lliure comerç, també va ser complementat des del començament per dos tractats més, per tal de realitzar una unió econòmica equitativa. La implementació del TLCAN va estar condicionada a la ratificació trilateral del Tractat Nord-Americà per a la Cooperació Ambiental (NAAEC) i el Tractat Nord-Americà per a la Cooperació Laboral (NAALC).
El NAAEC va ser una resposta a les preocupacions dels ambientalistes, que preveien que les companyies s'establirien a Mèxic o que els Estats Units reduirien els seus estàndards ambientals si els tres països no aconseguien unificar llurs regulacions ambientals. El NAAEC a més de ser un conjunt de reglaments ambientals pels tres països, va instituir la creació de la Comissió Nord-Americana per la Cooperació Ambiental (NACEC), el Banc Nord-Americà de Desenvolupament (NADBank), i la Comissió de Cooperació Ambiental Fronterera (BECC). Amb la complementació del NAFTA amb el NAAEC, el tractat va ser catalogat per l'administració de l'expresident nord-americà Bill Clinton com el tractat de lliure comerç més "verd" del món, encara que sent el pioner a incorporar temes ambientals, aconseguir aquest títol no va ser gaire difícil.
El NAALC va suplementar el TCLAN amb la intenció de crear una fundació de cooperació entre els tres membres per la resolució de problemes laborals, així com per promoure una major cooperació entre els sindicats i les organitzacions socials per lluitar pel millorament de les condicions laborals a tots tres països. La majoria dels economistes creuen que el NAALC ha permès una convergència dels estàndards laborals als tres països de Nord-amèrica. Però, per les seves limitacions, el NAALC no ha produït—i de fet no va ser dissenyat per produir—una convergència en les taxes d'atur, productivitat ni el nivell dels salaris de Nord-amèrica.
Tot i que el TCLAN no permet la lliure circulació de persones, sí que permet el moviment de treballadors professionals temporals sota un estatus especial. El TCLAN estableix que cap país ha d'imposar-ne un límit numèric, tot i que fins al 2004, els Estats Units havien establert límit al nombre de mexicans dins aquest estatus però no pas al nombre de canadencs.

### Les institucions
A diferència de la Unió Europea o el Mercosur, el TLCAN no estableix cap institució surpanacional. El TLCAN és gestionat mitjançant tres secretariats, un de canadenc, un d'estatunidenc i un de mexicà, cadascú localitzat a les capitals respectives, les quals administren els mecanismes per a la solució de les controvèrsies comercials entre les indústries nacionals o els governs dels estats membres.

## Resultats i efectes
L'economia de tots tres països d'Amèrica del Nord han crescut de manera significativa durant la primera dècada des que el TLCAN ha entrat en vigor: el creixement anual mitjà del Producte Interior Brut (PIB) de 1994 a 2003 va ser del 3,6% per al Canadà, 3,3 per als Estats Units i 2,7 per a Mèxic, tot i la greu recessió de 1995; del 1996 al 2003 el creixement de Mèxic va ser del 3,7%; A més a més, el comerç intraregional de béns es va duplicar en el mateix període. Mèxic, el país més pobre de la regió, segons el Banc Mundial, s'ha beneficiat significativament del TLCAN, ja que ha entrat en un procés de convergència econòmica en relació amb els Estats Units, en incrementar-se substancial del comerç—Mèxic exporta més que tots els països del Mercosur junts—la inversió estrangera directa i el creixement. Els salaris reals s'han recuperat ràpidament de la crisi del 2005, i les taxes de pobresa s'han reduït considerablement. A més a més, no s'ha produït divergència del comerç.

## Història
La història de la integració nord-americana començà el 1965 amb les signatures del Tractat de Vendes de l'Automòbil entre el Canadà i els Estats Units, i del Programa d'Industrialització Fronterera entre els Estats Units i Mèxic. El primer tractat creà una àrea de lliure comerç per a la indústria de l'automòbil entre les dues primeres nacions, i el segon permeté l'entrada lliure als Estats Units de tots els productes manufacturats a les ciutats frontereres de Mèxic. Els Estats Units ja s'havien convertit en el principal soci comercial i inversor al Canadà i a Mèxic dècades abans de la signatura del TLCAN.
El 1988 el Canadà i els Estats Units signaren el Tractat de Lliure Comerç del Canadà i els Estats Units, el qual entrà en vigor el 1989. El tractat eliminava progressivament les restriccions al comerç durant u període de deu anys. Tot i així, el mateix any, el president nord-americà d'aleshores, George H.W. Bush proposà la creació d'una àrea de lliure comerç subcontinental que inclogués Mèxic. El govern mexicà ja havia iniciat una sèrie de reformes d'obertura econòmica després de la crisi de 1982, abandonant el model de la substitució d'importacions, i ingressant al GATT. El 1991 començaren les negociacions entre els caps de govern de tots tres països. El 17 de desembre de 1992 conclogueren les negociacions trilaterals i se signà el TCLAN, que substituí el tractat entre el Canadà i els Estats Units.

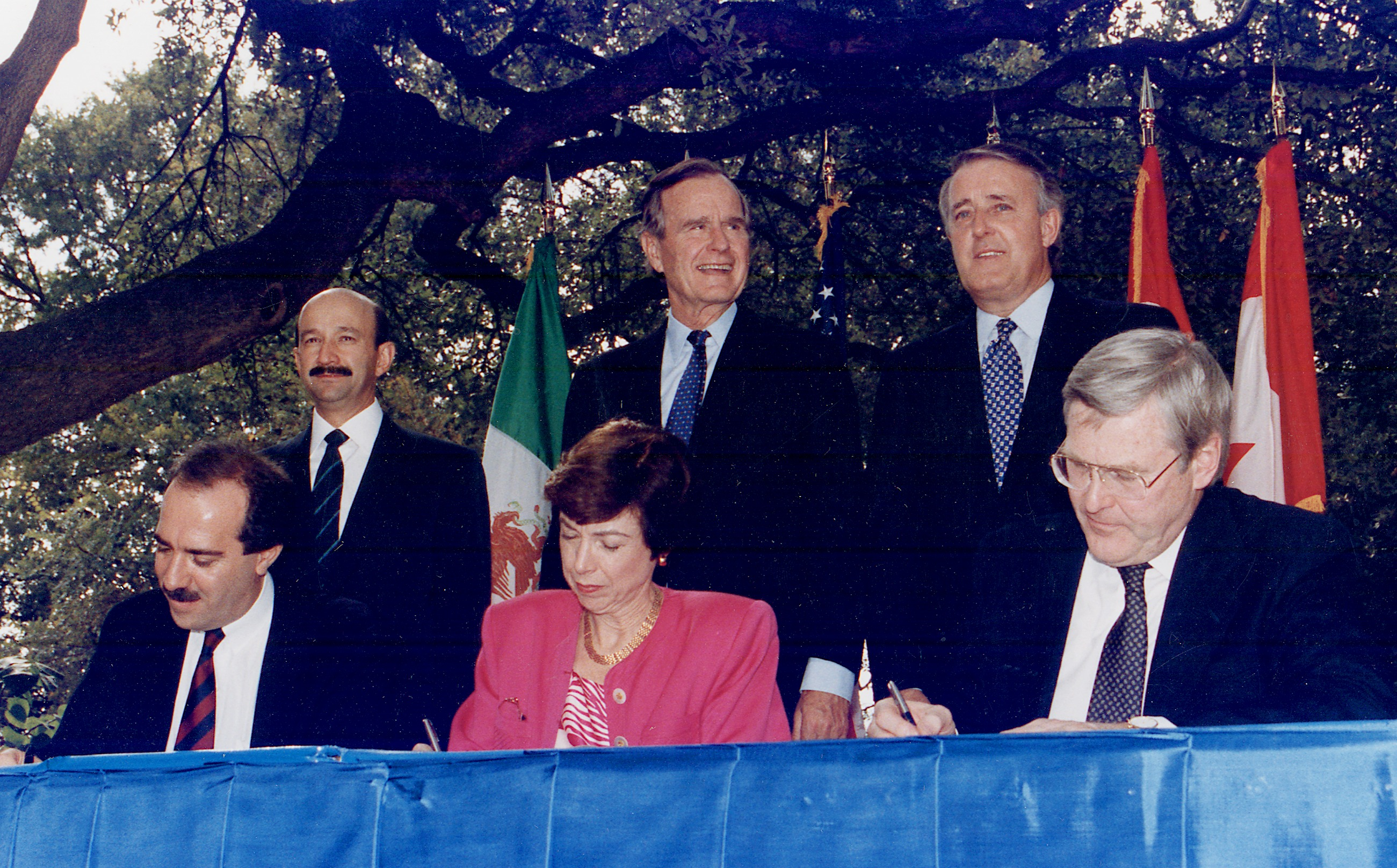
Signatura del TLCAN, 1993

Als Estats Units hi havia oposició a la signatura, en especial entre els grups d'ambientalistes i laborals, ja que creien que les empreses manufactureres estatunidenques es traslladarien a Mèxic a causa dels salaris baixos i de les polítiques ambientals menys restrictives. El candidat presidencial Bill Clinton argumentà que el tractat havia de millorar-se per corregir-ne les irregularitats. Quan assumí la presidència, Clinton persuadí els governs mexicà i canadenc a signar dos suplements, el Tractat Nord-americà per a la Cooperació Ambiental i el Tractat Nord-americà per a la Cooperació Laboral per tal d'assegurar la ratificació del conjunt dels tractats pel Congrés dels Estats Units, el qual els ratificà el novembre de 1993. El TCLAN entrà en vigor l'1 de gener de 1994.

## Integració futura
Diverses organitzacions econòmiques i socials dels tres països han proposat una major integració de la regió cap a la creació d'una "Unió Nord-americana". Hi ha, però, diverses limitacions que han impedit una major integració política. Primerament, els tres països tenen polítiques duaneres molt diverses; per exemple, Mèxic ha signat tractats de lliure comerç amb la Unió Europea i el Japó que hauria de cancel·lar si es vol crear una unió duanera entre els tres països. A més, alguns economistes temen que les diferències entre les grandàries de les tres economies (Canada i Mèxic tenen un PIB de poc més del bilió de dòlars; els Estats Units tenen un PIB superior als 12 bilions de dòlars) farien que en una unió major, les polítiques nord-americanes s'imposarien a les altres. Finalment, després dels atacs de l'11 de setembre, 2001, els Estats Units han endurit les seves polítiques migratòries i de seguretat. Els tres països tenien la intenció de crear polítiques de prosperitat i seguretat comunes, i un acord migratori ampli, però, les propostes van quedar limitades a la creació de la Societat de Seguretat i Prosperitat de Nord-amèrica, un acord que es va signar el 2005.

## Acord Estats Units-Mèxic-Canadà
Amb el gir proteccionista imposat per Donald Trump, el nou president dels Estats Units des de 2017, especialment en els sectors de l'automoció i l'agropecuari. El tractat es va renegociar i el 30 de novembre de 2018 fou signat l'Acord Estats Units-Mèxic-Canadà per Donald Trump, el President de Mèxic Enrique Peña Nieto, i el primer ministre del Canadà, Justin Trudeau. El 10 de desembre de 2019 es va modificar el protocol i va entrar en vigor l'1 de juliol de 2020.